# Artemisia austroyunnanensis
Artemisia austroyunnanensis — вид квіткових рослин з родини айстрових (Asteraceae). Поширення: північно-східна Індія, південно-центральний Китай, М'янма, Таїланд. Населяє луки, схили, чагарники, лісові узлісся, каньйони.

## Біоморфологічна характеристика
Це напівкущик заввишки 150–200 см або більше, густо-сіро або жовтувато запушена, або ± гола. Найбільш нижнє листя: листова пластинка яйцеподібна, 7–12 × 5–6 см, перисто-роздільна або двостворчаста; сегменти 2(або 3) пари, довгасті або довгасто-еліптичні, рідко з 1 або 2 зубцями. Середнє стеблове листя: ніжка 4–10 мм; листова пластинка 6–10 × 1.5–3 см, 3(-5)-лопатева, верхівкова частка еліптична, бічні частки 15–25 × 5–8 мм, верхівково загострені та мукронатні. Верхнє листя та листоподібні приквітки цілісні. Синцвіття — широка волоть. Квіткові голови численні, пониклі. Обгортка довгаста або яйцеподібно-довгаста, 1.5–2.5(3) мм у діаметрі; філарії рідко запушені, іноді ± голі. Крайових жіночих квіточок 5–7. Дискових квіточок 12–16, двостатеві. Сім'янка довгаста. Цвітіння та плодіння: вересень — грудень або березень.